# John H. White
 (mai 2024).
Pour les articles homonymes, voir John White et White.
John H. White (né en 1945 à Lexington, en Caroline du Nord) est un photojournaliste américain.
White est connu pour avoir travaillé en octobre 1973 et durant le printemps 1974 sur le projet DOCUMERICA de l'Agence de protection de l'environnement en prenant des photographies de la communauté afro-américaine de Chicago.
De 1978 à 2013, il travaille pour le Chicago Sun-Times après avoir travaillé pour le Chicago Daily News. Il enseigne le photojournalisme au Collège Columbia de Chicago après l'avoir enseigné à l'Université Northwestern.
En 1982, il a reçu le prix Pulitzer (photographie) pour son travail.

## Récompenses et distinctions
- 1982 : Prix Pulitzer
- 2016 : Lucie Award du photojournalisme